# Farul de pe insula Amrum
Farul Amrum (în germană Leuchtturm Amrum) este un far în funcțiune situat pe insula Amrum, în sătucul Wittdün, districtul rural Nordfriesland, landul Schleswig-Holstein, Germania. Este gestionat de biroul din Tönning al Direcției Generale Căi de Navigație și Transport Maritim (Generaldirektion Wasserstraßen und Schifffahrt).

## Istorie
După mai multe naufragii în jurul insulelor Amrum și Sylt, în octombrie 1871 a fost luată decizia de a construi un far. Farul a fost pus în funcțiune la data de 1 ianuarie 1875, fiind utilat cu o lampă Fresnel și o lampă Argand cu 5 fitiluri. Sistemul optic măsura 2,70 m înălțime și cântărea 2,9 tone, fiind unul din obiectivele expuse la Expoziția universală de la Paris din 1867. În apropiere a fost ridicată o casă care adăpostea trei paznici.
Acesta a fost primul far german ridicat în Nordfriesland. În 1936, farul a fost electrificat și abia în 1952 a fost vopsit în marcaj roșu și alb. În 1984, instalația a fost automatizată complet și de atunci nu mai necesită paznici de far.
Este clasificat ca monument istoric și este deschis publicului.

## Descriere
Farul este un turn cilindric de piatră amplasat în partea de sud a insulei Amrum, înalt de 41,8 m, cu o singură galerie și un felinar. Turnul este vopsit în roșu cu două dungi albe, iar exteriorul felinarului este verde. Altitudinea de la nivelul mării a semnalului de lumină constituie 63,4 m. Semnalul constă dintr-o sclipire de lumină albă cu durata de o secundă într-un ciclu de 7,5 secunde. Farul este vizibil pe o rază de 23,3 mile nautice (aproximativ 43 km).